# La séptima cruz (película de 1944)
La séptima cruz es una película dramática estadounidense de 1944, ambientada en la Alemania nazi, protagonizada por Spencer Tracy como un prisionero que escapa de un campo de concentración. La historia narra cómo el protagonista interactúa con los alemanes comunes y corrientes, y gradualmente se aparta de su visión cínica de la humanidad.
La película fue coprotagonizada por Hume Cronyn, quien fue nominado al Óscar al Mejor Actor de Reparto. Fue la primera película en la que Cronyn apareció con su esposa Jessica Tandy, y estuvo entre los primeros largometrajes dirigidos por Fred Zinnemann, siendo su primera película exitosa. 
El largometraje fue una adaptación de la novela homónima de 1942 de la escritora refugiada alemana Anna Seghers. Producida en plena Segunda Guerra Mundial, fue una de las pocas películas realizadas durante la guerra que abordaba la existencia de los campos de concentración nazis. 

## Trama
En 1936, siete prisioneros escapan en Alemania del campo de concentración ficticio de Westhofen (basado en parte en el campo de concentración real de Osthofen), cerca del Rin. Los fugitivos son: un escritor, un artista de circo, un maestro de escuela, un granjero, un dependiente de tienda judío, George Heisler (Spencer Tracy) y su amigo Wallau (Ray Collins).
El comandante del campo erige una fila de siete cruces y promete "poner un hombre en cada una". El primero en ser detenido es Wallau, que muere sin facilitar ninguna información. Con el muerto Wallau narrando, la película sigue a Heisler mientras recorre el campiña alemana, robando una chaqueta para ocultar su uniforme de prisionero. Los nazis acorralan a otros prisioneros fugitivos, devolviéndolos al campo y colgándolos de las cruces, suspendidos con los brazos atados a la espalda. A pesar de ello, la población local parece en gran medida indiferente a lo que ocurre.
Heisler viaja a su ciudad natal, Maguncia, donde reside su exnovia, Leni (Kaaren Verne). Ella había prometido esperarlo, pero se ha casado y se niega a ayudarlo. Una mujer llamada Marelli (Agnes Moorehead) le proporciona algo de ropa. Cerca de allí, otro de los fugitivos, el acróbata, salta hacia la muerte para evitar ser capturado. Con las opciones de Heisler aún más limitadas, acude a un viejo amigo, Paul Roeder (Hume Cronyn). Aunque Roeder es un trabajador de una fábrica, con esposa (Jessica Tandy) e hijos pequeños, lo arriesga todo para ayudar a Heisler. Roeder se pone en contacto con la resistencia alemana, cuyos miembros arriesgan sus vidas para ayudar a Heisler a escapar del país. A través de su exposición a este coraje y amabilidad, y con la ayuda hacia el final de una simpática camarera (Signe Hasso), Heisler recupera su fe en la humanidad. Se escapa en barco hacia un destino desconocido que identifica como "probablemente Holanda ".

## Elenco
- Spencer Tracy - George Heisler
- Signe Hasso - Toni
- Hume Cronyn - Paul Roeder
- Jessica Tandy - Liesel Roeder
- Agnes Moorehead - Madame Marelli
- Herbert Rudley - Franz Marnet
- Felix Bressart - Poldi Schlamm
- Ray Collins - Ernst Wallau / narrador
- Alexander Granach - Zillich
- Katherine Locke - Frau Hedy Sauer
- George Macready - Bruno Sauer
- Paul Guilfoyle - Fiedler
- Stephen Geray - Dr. Loewenstein
- Kurt Katch - Leo Hermann
- Kaaren Verne - Leni
- Konstantin Shayne - Fuellgrabe, un escritor
- George Suzanne - Bellani, un acróbata
- John Wengraf - Overkamp
- George Zucco - Fahrenburg
- Steven Muller - Hellwig
- Eily Malyon - Fraulein Bachmann
- Lisa Golm - Frau Hinkel
- James Dime - un prisionero en un campo de concentración [5]

## Producción
Anna Seghers, la autora de la novela de la que se adaptó esta película, era comunista, y Wallau y Heisler son comunistas en el libro. En el guion de Helen Deutsch no se indica su afiliación política. Por tanto, el eje político de la película gira en torno a la resistencia antifascista alemana.  Los refugiados de la Alemania nazi desempeñaron muchos papeles pequeños, con el papel, por ejemplo, no acreditado, de un conserje interpretado por Helene Weigel, la destacada actriz alemana y esposa de Bertolt Brecht. Hugh Beaumont tiene un papel no acreditado como camionero.
La publicidad de MGM destacó el fugaz elemento romántico entre el personaje de Tracy y el de la actriz sueca Signe Hasso, con el lema: "¡La novela reveladora de la búsqueda del amor de un hombre perseguido!" 

## Recepción
El Lexikon des internationalen Films opinó que se trata de  "Un documento extraordinario sobre la época nazi que, a diferencia de otras películas de propaganda antifascista, permanece en gran medida poco sentimental y aspira a diferenciarse en la descripción del entorno y en la caracterización de los personajes." 

## Taquilla
Según los registros de MGM, la película recaudó 2.082.000 dólares en Estados Unidos y Canadá y 1.489.000 dólares en otros lugares, lo que generó una ganancia de 1.021.000 dólares. 

## Premios
- Hume Cronyn recibió una nominación al Premio de la Academia como Actor de Reparto por su interpretación de Paul Roeder. [9]